# Рамазанов, Бадави Рамазанович
Бадави Рамазанович Рамазанов (10 мая 1927, Кая, Дагестанская АССР — 1977) — советский лакский поэт, переводчик, прозаик, драматург.
Родился в дагестанском селении Кая (ныне — в составе Кулинского района), там же окончил школу. Заочно учился в Кумухском педагогическом училище. Работал учителем в различных селениях Дагестана.
Начал печататься с 1947 года. В 1957 году окончил Литературный институт имени А. М. Горького.
Редактировал выпуски альманаха «Дружба» на лакском языке (альманах выпускался на пяти языках народов Дагестана).
В 1955 году выпустил дебютную книгу стихов «Письмо к другу» (на лакском языке). Выходили сборники поэта как на лакском, так и на русском языке, а в 1987 году, уже после его смерти, был издан двуязычный сборник «Голос камня». Кроме того, стихотворения в переводах на русский печатались в таких литературных журналах, как «Новый мир», «Нева», «Дружба народов» и др.
Работал в различных стихотворных жанрах: писал лирические стихотворения, басни, поэмы, детские стихи. Согласно КЛЭ, лейтмотивы творчества Рамазанова — «преданность родному очагу, горам, жизнь обитателей которых неотделима от судьбы Родины, уважение к национальным традициям и осуждение пережитков прошлого, верность в любви и дружбе».
Помимо стихов писал и прозаические произведения: в 1980 году вышел сборник прозы «Люди и судьбы».
Написал пьесу «Звезда на камне» о лакском революционере и писателе Гаруне Саидове, которая была поставлена Лакским драматическим театром им. Э. Капиева.
Занимался переводами на лакский язык стихов Р. Бёрнса, Н. Тихонова, А. Твардовского, В. Луговского, К. Кулиева. В свою очередь стихи Рамазанова переведены на русский и на многие другие языки народов Дагестана.
В 1976 году был награждён Республиканской премией им. С. Стальского (Дагестанской АССР).